# سامانه ترابری هوشمند

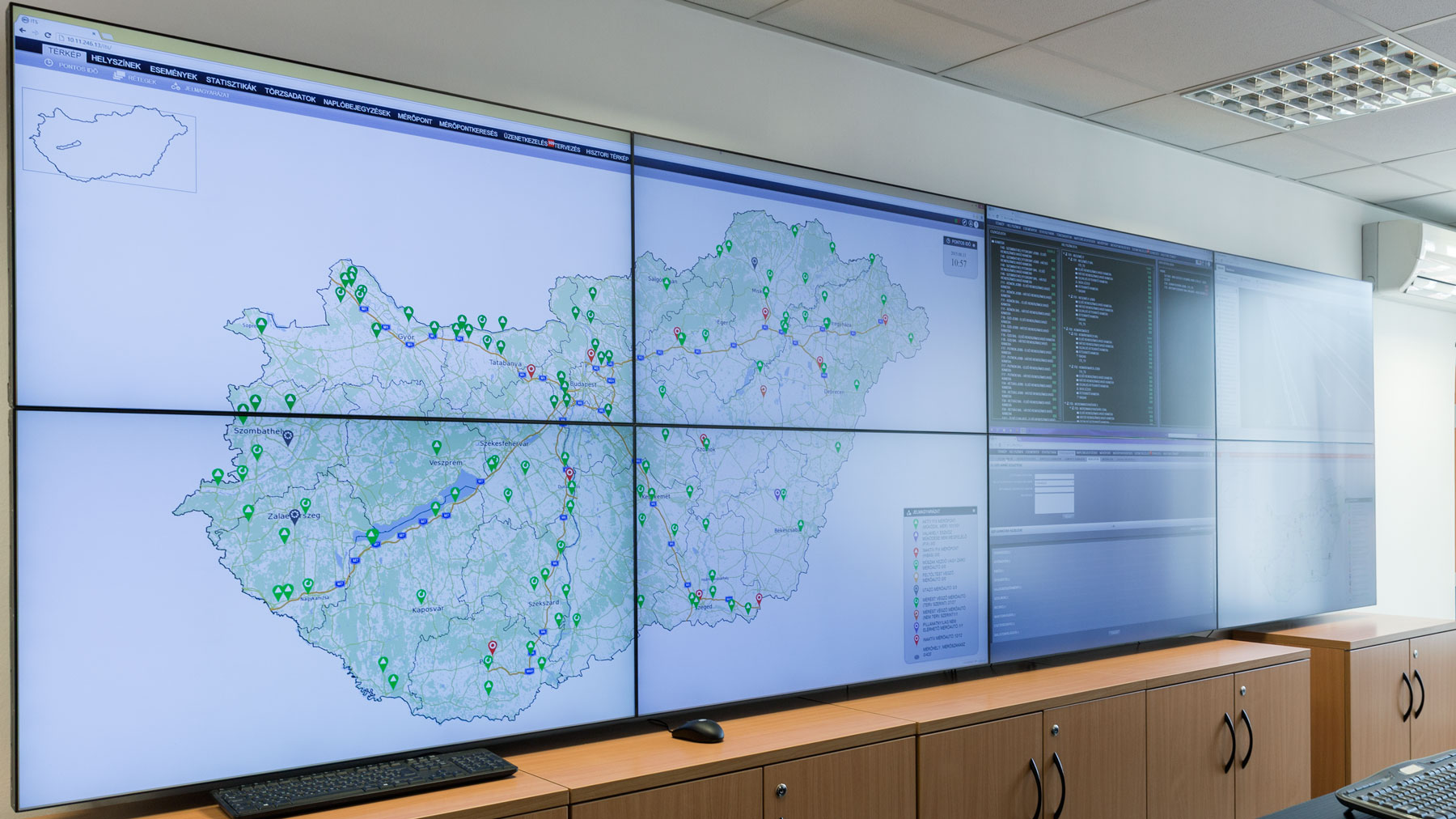
نمایی از یک‌نوع رابط کاربری گرافیکی ITS، که مورداستفاده و نمایش‌دهندهٔ شبکه بزرگراه مجارستان و نقاط دیتای آن است. - ۲۰۱۵

سامانه ترابری هوشمند (سامانه حمل‌و‌نقل هوشمند) یا به اختصار ITSبه‌کارگیری فناوری اطلاعات و ارتباطات، برای بهبود عملکرد سامانه ترابری است. «کلمه ITS به مجموعه‌ای از ابزارها، امکانات و تخصص‌ها مانند مفاهیم مهندسی ترافیک، فناوری‌های نرم‌افزاری، سخت‌افزاری و مخابراتی اطلاق می‌شود که به صورت هماهنگ و یکپارچه به منظور بهبود کارایی و ایمنی در سامانه ترابری به کار گرفته می‌شود.»
در سال‌های اخیر مهندسین ترابری همراه با همکاری متخصصین رشته‌های مخابرات و ارتباطات، الکترونیک، رایانه و … با به کارگیری فناوری اطلاعات سامانه‌های هوشمند ترابری یا ITS را به وجود آورده‌اند.
هنگامی؜ که از واژه سامانه حمل‌ونقل هوشمند استفاده می‌شود، منظور سامانه حمل‌ونقلی است که در آن ایده و فکر بشری در قالب آنچه فناوری اطلاعات و ارتباطات و پردازش دادهبه همراه داشته‌؜اند، سبب بهبود حمل‌و‌نقل و در نتیجه ارتقای کیفیت زندگی شده‌است. به عنوان نمونه وقتی خودروها برای فراهم نمودن یک تجربه رانندگی مناسب، با یکدیگر و همچنین با محیط ارتباط برقرار می‌کنند یا زیرساخت‌های هوشمند، ایمنی و ظرفیت راه‌ها را بهبود می‌بخشند، جلوه ‌هایی از حمل؜‌ونقل هوشمند پدیدار شده‌است. هر چند استفاده از روش؜‌های سنتی بهبود ایمنی و زیرساخت‌ها و آموزش رانندگان از عوامل اساسی ارتقای کیفیت حمل‌و‌نقل است، اما برای دستیابی به حمل‌ونقل متناسب با نیازها، کافی نیستند. در واقع یکی از انگیزه؜‌های مهم در تحول، توسعه، استانداردسازی و پیاده‌سازی سامانه حمل و نقل هوشمند، دستیابی به سطوحی از کیفیت در مباحث ایمنی، سرعت عبور، کاهش آلایندگی و ارتقای بهره‌وری اقتصادی در سامانه حمل‌ونقل است که در قالب پاس‌های کلیشه‌ای و بعضاً تک بعدی ممکن نیست.

## فناوری‌های سامانه‌های هوشمند ترابری
در سامانه‌های هوشمند ترافیک فناوری‌های متفاوتی به کار می‌رود. از سامانه‌های اولیه‌ای مانند هدایت خودرو و سامانه کنترل چراغ‌های راهنمایی، تابلوهای اعلان ترافیک، دوربین سرعت سنج و سامانه خودکار شناسایی شماره خودرو گرفته تا سامانه‌های پیشرفته و پیچیده‌تری که به‌طور هم‌زمان اطلاعات متفاوتی را از منابع متفاوت یکپارچه می‌کند. اطلاعاتی مانند وضع آب‌وهوا، وضعیت ترافیک، وضعیت جاده و … امروزه با گسترش کاربرد تلفن همراه هوشمند، این ابزار نیز به کرات توسط محققین برای گسترش سیستم‌های حمل‌و‌نقل هوشمند استفاده شده‌است.

## مهمترین عملکردهای آی-تی-اس
- مدیریت و بهینه‌سازی جریان ترافیک و روان‌سازی حرکت[۷]
- مدیریت و کنترل حوادث
- مدیریت و پشتیبانی وسایل نقلیه امدادی
- مدیریت اخذ الکترونیکی عوارض، هزینه پارکینگ، خرید و رزرواسیون بلیت و…
- مانیتورینگ و کنترل ترابری سبک و سنگین
- مدیریت و ناوبری پیشرفته
- مدیریت ترابری عمومی
- مدیریت و پشتیبانی عابر پیاده[۸]و …

## نقش معماری سامانه ترابری هوشمند در یکپارچه‌سازی سامانه ها
سامانه ترابری هوشمند تنها یک ابزار یا فناوری جدید نیست. در واقع، ITS امکان یکپارچه‌سازی سامانه ترابری را فراهم می‌آورد. یک سامانه ترابری به‌طور کلی، شامل شبکه‌ها، وسایل نقلیه، افراد و کالاها است. هر کدام از اجزای سامانه ترابری مشخصات، ارگان‌ها، و گاهی آژانس‌های جداگانه دولتی دارند. اما نقشه معماری قادر است تمامی این اجزا را به صورت یک سامانه یکپارچه درآورد.
اگر اطلاعات به صورت آسان و ارزان توسط فناوری مدرن رد و بدل شود، سامانه امکان بیشتری برای بهینه‌شدن و مناسب عمل‌کردن خواهد داشت. برعکس، اگر اطلاعات در دسترس نباشد یا با تأخیر جریان یابد، عملکرد درست سامانه امکان‌پذیر نیست. در واقع، تبادل اطلاعات تأثیر مستقیمی بر روی کارآمدی سامانه ترابری دارد.
یک سامانه ترابری با محوریت اطلاعات، می‌تواند به حل مشکلات قدیمی و کاذب موجود بین ترابری و ارتباطات کمک کند. افراد، کالا و اطلاعات می‌توانند از یک نقطه به نقطه‌ای دیگر منتقل شوند و در موارد بسیاری، برای دستیابی مؤثرتر به این هدف، یکی می‌تواند جایگزین دیگری شود. برای مثال، فرستادن یک نامه به صورت الکترونیکی سریع‌تر، ارزان‌تر و قابل اطمینان‌تر از پست کردن آن است یا شرکت در یک ویدئو کنفرانس به جای سفرکردن و حضور در کنفرانس در مکانی دیگر به مراتب ساده‌تر و اقتصادی‌تر است. پیشرفت‌های به‌وجود‌آمده در فناوری اطلاعات می‌توانند به ایجاد یک سامانه کاملاً یکپارچه برای سال‌های آینده کمک کنند.

## سند ملی سامانه‌های ترابری هوشمند در ایران
یکی از مفاهیم پایه‌ای برای برقراری ارتباط منطقی در توسعه سامانه‌های ترابری هوشمند و جلوگیری از بروز مشکلات در پیاده‌سازی سامانه‌ها تدوین سند ملی سامانه‌های ترابری هوشمند است. در راستای استخراج خروجی‌های موردنظر از این سند در حوزه معماری سامانه‌های حمل ونقل هوشمند، استانداردها و برنامه کوتاه‌مدت، میان‌مدت و بلندمدت، پروفسور مهدی قطعی با همکاری پژوهشکده حمل‌ونقل و سامانه‌های هوشمند دانشگاه صنعتی امیرکبیر اقدام به تأسیس اتاق فکر طرح کلان ملی مطالعه و طراحی سامانه‌های ترابری هوشمند درون‌شهری و برون‌شهری با حضور اساتید دانشگاه‌های کشور، کارشناسان و صاحب‌نظران سازمان راهداری و حمل ونقل جاده‌ای، سازمان شهرداری‌ها و دهیاری‌ها و شرکت کنترل ترافیک تهران نموده‌است. در سال ۱۳۹۵ این مجموعه نخستین سند ملی معماری سیستم‌های حمل‌و‌نقل هوشمند ایران را منتشر کرده‌است. برای اطلاعات کامل از این ۹ سند ملی، مراجعه به سایت پژوهشکده حمل‌و‌نقل و سیستم‌های هوشمند دانشگاه صنعتی امیرکبیر توصیه می‌شود.

## رشته کارشناسی ارشد مهندسی فناوری اطلاعات (بسته سیستم‌های حمل‌و‌نقل هوشمند)
برنامه بازنگری‌شده رشته مهندسی فناوری اطلاعات با ۶ بسته که یکی از آ‌ن‌ها «بسته سیستم‌های حمل‌و‌نقل هوشمند» است، به تصویب و به تأیید نهایی وزارت علوم رسیده‌است. این برنامه هم‌اکنون از طریق لینک در سایت وزارت علوم در دسترس بوده و در سامانه اعلام رشته‌ها و ظرفیت‌های پذیرش دانشگاه‌ها (HES) فعال گردیده‌است.

## خودروی هوشمند
یکی از اجزای مهم در ترابری هوشمند، خودروهای هوشمند هستند. خودروهای هوشمند می‌توانند انواع مختلفی مانند: 
1- خودروهای با دستیار راننده که می‌توانند از طریق یک سیستم تصمیم‌یار برای بهبود رانندگی به راننده هشدار و راهنمایی‌های لازم را ارائه داده و یا سرعت و دیگر پارامترهای رانندگی را تنظیم کنند،
2- خودروهای متصل که از طریق ارتباطات مخابراتی با یکدیگر و با زیرساخت امکان مخابره پیام را دارند،
3-خودروهای خودران که از طریق حسگرهای مختلف ضمن شناسایی محیط، به صورت خودکار رانندگی می‌کنند
4-خودروهای برقی یا هیبریدی
را شامل شوند. در دانشگاه صنعتی امیرکبیر یک کنفرانس بین المللی در خصوص موضوعات هوش مصنوعی قابل استفاده در خودروهای هوشمند برنامه ریزی شده است.

## مراجع
1. ↑  «Intelligent transportation system».
2. ↑  «انجمن صنفی کارفرمایی سیستم‌های حمل و نقل هوشمند». بایگانی‌شده از اصلی در ۲۲ اكتبر ۲۰۲۱. دریافت‌شده در ۲۱ اكتبر ۲۰۲۱. تاریخ وارد شده در |بازبینی=،|archive-date= را بررسی کنید (کمک)
3. ↑  Alam, Muhammad, Joaquim Ferreira, and José Fonseca. "Introduction to intelligent transportation systems." In Intelligent transportation systems, pp. 1-17. Springer, Cham, 2016.
4. ↑  Zhang, Junping, Fei-Yue Wang, Kunfeng Wang, Wei-Hua Lin, Xin Xu, and Cheng Chen. "Data-driven intelligent transportation systems: A survey." IEEE Transactions on Intelligent Transportation Systems 12, no. 4 (2011): 1624-1639.
5. 1 2  مهدی قطعی، سامانه‌های تصمیم یار و خبره در حمل و نقل هوشمند، انتشارات دانشگاه صنعتی امیرکبیر، 1399. http://publication.aut.ac.ir/fa/book/show/432378
6. ↑  Mehdi Ghatee, Smartphones: Recent Innovations and Applications, Chapter 5. Smartphone-Based Systems for Driving Evaluation, NOVA Publisher, 2019.
7. ↑  Mehdi Ghatee, Metaheuristics and Optimization in Computer and Electrical Engineering, Chapter 3: Optimization Techniques in Intelligent Transportation Systems , Springer, 2020.
8. ↑  Zadeh, Roya Bastani, Mehdi Ghatee, and Hamid Reza Eftekhari. "Three-phases smartphone-based warning system to protect vulnerable road users under fuzzy conditions." IEEE Transactions on Intelligent Transportation Systems 19, no. 7 (2017): 2086-2098.
9. ↑  «آشنایی با سیستم حمل‌و نقل هوشمند (ITS)».
10. ↑  «مطالعه سیستمهای هوشمند ایمنی در ترافیک».
11. ↑  «نسخه آرشیو شده». بایگانی‌شده از اصلی در ۱۷ ژوئیه ۲۰۱۸. دریافت‌شده در ۱۷ ژوئیه ۲۰۱۸.
12. ↑  «مهدی قطعی».
13. ↑  «National Iranian ITS Plan - ITSRI-Amirkabir University of Technology». its.aut.ac.ir. بایگانی‌شده از اصلی در ۲۰ اكتبر ۲۰۲۱. دریافت‌شده در 2021-10-20. تاریخ وارد شده در |archive-date= را بررسی کنید (کمک)
14. ↑  «سند ملی معماری سیستمهای حمل ونقل هوشمند ایران». بایگانی‌شده از اصلی در ۲۰ اكتبر ۲۰۲۱. دریافت‌شده در ۲۰ اكتبر ۲۰۲۱. تاریخ وارد شده در |بازبینی=،|archive-date= را بررسی کنید (کمک)
15. ↑  «وزارت علوم، تحقیقات و فناوری» (PDF).[پیوند مرده]
16. ↑  «ICAISV 2023 – International Conference on Artificial Intelligence and Smart Vehicle» (به انگلیسی). دریافت‌شده در ۲۰۲۲-۱۰-۲۷.